# Landkreis Aschaffenburg
Landkreis Aschaffenburg ligger i det yderst nordvestlige hjørne af det bayerske Regierungsbezirk Unterfranken. Det er den befolkningsrigeste landkreis i Unterfranken og efter Landkreis Ansbach den befolkningsrigeste i Franken. Nabokreise er mod nord Main-Kinzig-Kreis i delstaten Hessen, mod øst Landkreis Main-Spessart, i  syd Landkreis Miltenberg og den kreisfri by Aschaffenburg og mod vest de hessiske landkreise Darmstadt-Dieburg og Offenbach.

## Geografi
Kreisområdet udgøres mod vest af Maindalen og mod øst udløbere af mittelgebirgeområdet Spessart og den såkaldte Kahlgrund. Floden Main udgør på en stækning i sydvest grænsen til Hessen. 

## Historie
Områder der udgør det nutidige Landkreis Aschaffenburg hørte før 1800 hovedsageligt under  Ærkestiftet Mainz, først mellem 1814 og 1816 blev det en del af Bayern. 

## Byer og kommuner
Kreisen havde 174208  indbyggere pr.  2018-12-31

| By 1. Alzenau (18469) Købstæder 1. Goldbach (9997) 2. Großostheim (16419) 3. Hösbach (13212) 4. Mömbris (11480) 5. Schöllkrippen (4241) 6. Stockstadt a.Main (8029) Ubeboede kommunefri områder (i alt 222,98 km²) 1. Forst Hain im Spessart (21,10 km²) 2. Geiselbacher Forst (4,23 km²) 3. Heinrichsthaler Forst (26,76 km²) 4. Huckelheimer Wald (6,74 km²) 5. Krausenbacher Forst (14,45 km²) 6. Rohrbrunner Forst (39,05 km²) 7. Rothenbucher Forst (34,89 km²) 8. Sailaufer Forst (14,36 km²) 9. Schöllkrippener Forst (18,09 km²) 10. Waldaschaffer Forst (23,12 km²) 11. Wiesener Forst (20,19 km²) | Kommuner 1. Bessenbach (5694) 2. Blankenbach (1505) 3. Dammbach (1846) 4. Geiselbach (2039) 5. Glattbach (3345) 6. Haibach (8487) 7. Heigenbrücken (2294) 8. Heimbuchenthal (2206) 9. Heinrichsthal (821) 10. Johannesberg (3926) 11. Kahl a.Main (7877) 12. Karlstein a.Main (8142) 13. Kleinkahl (1866) 14. Kleinostheim (8193) 15. Krombach (2129) 16. Laufach (5152) 17. Mainaschaff (8936) 18. Mespelbrunn (2226) 19. Rothenbuch (1772) 20. Sailauf (3622) 21. Sommerkahl (1241) 22. Waldaschaff (4059) 23. Weibersbrunn (2030) 24. Westerngrund (1934) 25. Wiesen (1019) |  |

Verwaltungsgemeinschafte
1. Heigenbrücken
 med kommunerne Heigenbrücken og Heinrichsthal
2. Mespelbrunn
 med kommunerne  Dammbach, Heimbuchenthal og Mespelbrunn
3. Schöllkrippen
 med kommunerne Blankenbach, Kleinkahl, Krombach, Schöllkrippen (Markt), Sommerkahl, Westerngrund og Wiesen